# Équipe du Mexique féminine de softball
L'équipe du Mexique féminine de softball est l'équipe nationale qui représente le Mexique dans les compétitions internationales féminines de softball. Elle est gérée par la Fédération mexicaine de softball.

## Résultats en compétitions internationales

### Jeux olympiques
- 1996 : Non participante
- 2000 : Non participante
- 2004 : Non participante
- 2008 : Non participante
- 2020 : En cours

### Championnat du monde
- 1965 : Non participante
- 1970 : 5e
- 1974 : 12e
- 1978 : Non participante
- 1982 : Non participante
- 1986 : Non participante
- 1990 : 15e
- 1994 : Non participante
- 1998 : Non participante
- 2002 : Non participante
- 2006 : Non participante
- 2010 : Non participante
- 2012 : 16e
- 2014 : Non participante
- 2016 : 5e
- 2018 : 6e

### Jeux panaméricains
- 1979 : ?
- 1983 : ?
- 1987 : ?
- 1991 : ?
- 1995 : ?
- 1999 : ?
- 2003 : ?
- 2007 : Non participante
- 2011 : 6e
- 2015 : Non participante
- 2019 : 4e